# Little Christmas
Little Christmas, irl. Nollaig Bheag (dosł. „Małe Boże Narodzenie”) – jedno ze zwyczajowych irlandzkich określeń obchodzonego 6 stycznia święta Trzech Króli, które tradycyjnie kończy w Irlandii dwunastodniowy okres świąt Bożego Narodzenia. W dniu tym rozbiera się choinkę i składa się wszelkie dekoracje świąteczne do przechowania na następny rok. Zgodnie z przesądem, rozpoczęcie ściągania ozdób bożonarodzeniowych wcześniej ma przynosić pecha. 6 stycznia kończą się również w Irlandii na ogół ferie świąteczne dla szkół podstawowych i średnich.
Nazwa Little Christmas może wiązać się z faktem, iż do czasu przyjęcia kalendarza gregoriańskiego (1752) Boże Narodzenie obchodzono według starego stylu w dzień obecnie wypadający 6 stycznia.

## Women’s Christmas
Święto przypadające 6 stycznia określane jest również często w Irlandii mianem Women’s Christmas lub po irlandzku Nollaig na mBan (dosł. „Boże Narodzenie Kobiet”) albo Lá Cinn an Dá Lá Dhéag (dosł. „Noc kończąca dwanaście dni Bożego Narodzenia”). Zgodnie z tradycją (wciąż popularną w hrabstwie Cork, choć mniej znaną w innych rejonach) mężczyźni przejmują od swoich żon na ten jeden dzień obowiązki domowe, dając im okazję do odpoczynku. Kobiety zaś spotykają się we własnym gronie w domach prywatnych albo w pubach i restauracjach. 
Podczas wspólnych spotkań tradycyjnie podaje się wino, piwo, ciasta i herbatę, zamiast zwyczajowych w dzień Bożego Narodzenia potraw mięsnych i whiskey. Legenda głosi, że w noc poprzedzającą Trzech Króli woda miała zmieniać się w wino, wodorosty w jedwab, a piasek w złoto.
Choć zwyczaj obchodzenia Nollaig na mBan jest pochodzenia wiejskiego, w ostatnich latach odradza się w miastach Irlandii oraz w społecznościach emigracji irlandzkiej w Wielkiej Brytanii, USA, Australii czy Nowej Zelandii.